# Franz Xaver von Hertling
Franz Xaver von Hertling (28. června 1780 Ladenburg – 13. září 1844 Mnichov) byl bavorský generálporučík a od 12. prosince 1836 do 1. listopadu 1838 bavorský ministr války.
Pocházel z falcké šlechtické rodiny von Hertling. Byl synem falckého rady Jakoba Antona von Herlinga (1740–1793) a jeho choti Marie Anny Antonie von Weiler. Jeho strýc Johann Friedrich Stephan von Herling (1729–1806) byl pradědeček pozdějšího německého říšského kancléře a bavorského premiéra Georga von Herlinga. Roku 1816 se oženil s Marií Annou Freiin von Kalkhoff, dcerou Antona Moritze von Kalkhoff, dvorního rady a tajného říšského referenta říšské dvorské kanceláře ve Vídni.
Hertling získal vzdělání u tzv. Bayerisches Kadettenkorps. Následně vstoupil do falcké armády a roku 1798 se stal podporučíkem. Během napoleonských válek získal hodnost nadporučíka a poté dokonce až plukovníka. Dočasně působil jako adjutant generála Bernharda Erasma von Deroy. V bitvě u Bar-sur-Aube 27. února 1814 byl vyznamenán za statečnost rytířským křížem Vojenského řádu Maxe Josefa. Mezi léty 1814 a 1824 byl velitelem královské bavorské infanterie. V roce 1824 byl povýšen na generálmajora a brigádního velitele. Roku 1836 získal post generálporučíka a velitele 4. infanterní divize ve Würzburgu. 12. prosince 1836 byl dosazen na pozici bavorského ministra války. Mimo jiné zastával také pozici bavorského komořího.